# Пожаревац (городское поселение)
Пожаревац (серб. Град Пожаревац) — городское поселение в Сербии, входит в Браничевский округ.
Население городского поселения составляет 75 059 человек (2007 год), плотность населения составляет 156 чел./км². Занимаемая площадь — 482 км², из них 75,0 % используется в промышленных целях.
Административный центр городского поселения — город Пожаревац. Городское поселение Пожаревац состоит из 27 населённых пунктов, средняя площадь населённого пункта — 17,9 км².

## Статистика населения
| Год  | Население, чел. |
| ---- | --------------- |
| 1991 | 73 309          |
| 2001 | 74 918          |
| 2002 | 74 994          |
| 2003 | 74 937          |
| 2004 | 75 021          |
| 2005 | 75 126          |
| 2006 | 75 118          |
| 2007 | 75 059          |